# Tunnel van Marcinelle
De Tunnel van Marcinelle is een tunnel gelegen ten zuiden van de Belgische stad Charleroi. De tunnel maakt deel uit van de R3 en bevat 2x2 rijstroken. De tunnel ligt tussen afrit 6 en 7.
De tunnel is vernoemd naar de plaats Marcinelle.
Tunnel van Couillet · Hiernauxtunnel · Tunnel van Hublinbu · La Paixtunnel · Tunnel van Marcinelle · Rouillertunnel